# Багрий, Александр Васильевич (литературовед)
Александр Васильевич Багри́й (11 апреля (23 апреля по новому стилю) 1891, Летичев Подольской губернии — 22 июня 1949, Баку) — литературовед, историк русской и украинской литературы, библиограф.

## Биография
Родился в семье небогатого чиновника, выходца из украинских крестьян.
В 1912 году окончил историко-филологический факультет Киевского университета Св. Владимира, ученик академика В. Н. Перетца.
Был преподавателем в одной из киевских школ. Затем — одним из первых преподавателей словесного отделения университета в Самаре.
В 1920-е годы работал профессором литературы Бакинского университета.
Исследователь творчества М. Ю. Лермонтова, С. Есенина, Б. Пильняка, Н. Клюева, П. Орешина и др.
Написал ряд трудов о классике украинской литературы Т. Г. Шевченко.

## Труды
- Киевский список Чуда свт. Николая об утопшем детище // Изв. Отделения русского языка и словесности Имп. Академии наук. — СПб. 1914. Т. 19/2
- В защиту ценностей духа. — Самара, 1918;
- Шевченковская студия. — Владикавказ, 1923;
- Литературные поминки: (Библиографические заметки) «Известия Горского института народного образования», 1923
- Шевченко в русских переводах. — Баку, 1925;
- Шевченко в литературной обстановке. — Баку, 1925;
- Формальный метод в литературе (Библиографическое пособие), вып. I. — Владикавказ, 1926; вып. II. — Баку, 1927;
- Указатель по народной словесности Кавказа. — Баку, 1926;
- Русская литература XIX и первой части XX вв.: Пособие к лекциям. — Баку: Восточный факультет АГУ. — 1926;
- Литературный семинарий. — Баку, 1926;
- Древнерусское сказание…
- Шевченко и Квитка-Основьяненко. — Харьков, 1929;
- Т. Шевченко. — Харьков, 1930—1931;
- Фольклор Азербайджана и прилегающих стран. Т.1. — Баку, 1930, и др.